# Polyèdre idéal

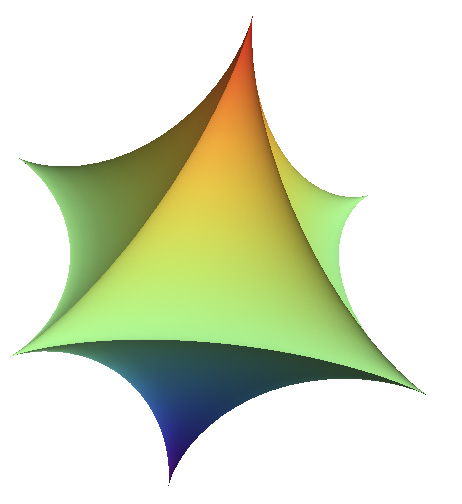
Un octaèdre régulier idéal dans le modèle de la boule de Poincaré de l'espace hyperbolique (sphère à l'infini non représentée). Tous les angles dièdres de ce solide sont des angles droits.

Animation d'un icosaèdre idéal dans le modèle de Klein de l'espace hyperbolique

En géométrie hyperbolique à trois dimensions, un polyèdre idéal est un polyèdre convexe dont tous les sommets sont des points idéaux, c'est-à-dire des points "à l'infini" plutôt qu'à l'intérieur de l'espace hyperbolique tridimensionnel. Ce sont également les enveloppes convexes d'un ensemble fini de points idéaux. Toute face d'un polyèdre idéal est un polygone idéal. Toutes les arêtes sont des droites de l'espace hyperbolique.
Il existe des versions idéales des solides de Platon et des solides d'Archimède ayant la même structure combinatoire que leurs versions euclidiennes. Certains de ces solides peuvent paver uniformément l'espace hyperbolique de la même manière que le cube pave uniformément l'espace euclidien.
Cependant, tous les polyèdres n'ont pas nécessairement de représentation sous forme idéale : un polyèdre ne peut être idéal que s'il peut être représenté en géométrie euclidienne tel que tous ses sommets soient sur sa sphère circonscrite. Il est possible de tester si un polyèdre donné possède une version idéale en temps polynomial par un algorithme d'optimisation linéaire.
Si deux polyèdres idéaux ont le même nombre de sommets, alors l'aire de leurs surfaces sont égales. De plus, il est possible de calculer le volume d'un polyèdre idéal par la fonction de Lobachevsky. La surface d'un polyèdre idéal est une variété hyperbolique, topologiquement équivalente à une sphère perforée, et chacune de ces variétés forme la surface d'un polyèdre idéal unique.

## Exemples et contre-exemples
Étant donné un ensemble fini de points idéaux dans l'espace hyperbolique, on peut en construire l'enveloppe convexe. Si les points ne sont pas coplanaires, le résultat sera un polyèdre idéal. Le solide résultant est l'intersection de tous les demi-espaces fermés ayant les points idéaux donnés comme points limites.
On peut également, à partir de tout polyèdre convexe euclidien ayant une sphère circonscrite construire le polyèdre idéal correspondant en interprétant l'intérieur de cette sphère comme le modèle de Klein de l'espace hyperbolique. Dans le modèle de Klein, chaque polyèdre euclidien contenu dans la sphère représente un polyèdre hyperbolique, et chaque polyèdre euclidien ayant ses sommets sur la sphère représente un polyèdre hyperbolique idéal.
Tout polyèdre convexe isogonal, c'est-à-dire dont les sommets sont laissés invariants par ses symétries, peut être représenté par un polyèdre idéal ayant les mêmes symétries. En effet sa une sphère circonscrite est centrée au centre de symétrie du polyèdre. En particulier, cela implique que les solides de Platon et les solides d'Archimède sont tous représentables sous forme idéale.
Cependant, une autre classe de polyèdres fortement symétriques, les solides de Catalan, n'ont pas tous des formes idéales. Les solides de Catalan, qui sont les polyèdres duaux des solides d'Archimède, ont des symétries qui laissent leurs faces invariantes. Parmi les solides de Catalan qui ne peuvent pas être idéaux, on compte le dodécaèdre rhombique et le triakitétraèdre.
Pour le triakitétraèdre, il est possible de retirer un triplet de sommets tel que les sommets restants soient divisés en plusieurs composantes connexes. S'il est impossible de séparer le graphe des sommets par le retrait de 3 sommets, un polyèdre est dit 4-connexe . Tout polyèdre 4-connexe peut être représenté comme un polyèdre idéal ; c'est par exemple le cas du tétrakihexaèdre, un autre solide de Catalan.
Un cube tronqué en un seul de ses sommets est un polyèdre simple (ayant trois arêtes par sommet) qui ne peut pas être représenté par un polyèdre idéal : d'après le théorème des six cercles de Miquel, si sept des huit sommets d'un cube sont idéaux, le huitième sommet est également idéal, et donc les sommets créés par la troncature ne peuvent pas être idéaux.
Il existe des polyèdres ayant quatre arêtes concourantes en chaque sommet ne pouvant être représentés sous forme idéale. Si les degrés des sommets d'un polyèdre simplicial (c'est-à-dire dont toutes les faces sont des triangles) sont tous compris entre quatre et six inclus, alors il possède une représentation sous forme idéale. En revanche, le triakitétraèdre est simplicial mais non idéal (il a des sommets d'ordre 3) et l'exemple 4-régulier ci-dessus, qui n'est pas simplicial, non plus.

## Propriétés

### Aires et volumes
La surface de tout polyèdre idéal à {\displaystyle n} sommets peut être subdivisée en {\displaystyle 2n-4} triangles idéaux, chacun ayant une aire égale à {\displaystyle \pi }. L'aire de la surface d'un polyèdre idéal est donc exactement {\displaystyle (2n-4)\pi } .
Dans un polyèdre idéal, tous les angles des côtés des faces et tous les angles solides aux sommets sont nuls. Cependant, les angles dièdres aux arêtes d'un polyèdre idéal ne sont pas nuls. En chaque sommet, la somme des angles supplémentaires des angles dièdres incidents à ce sommet est égale à {\displaystyle 2\pi }.
On peut grâce à cette propriété, en comptant combien d'arêtes se rencontrent à chaque sommet, calculer les angles dièdres d'un polyèdre idéal régulier ou isotoxal (dans lequel les arêtes sont invariantes par les symétries du polyèdre). En effet dans ces cas, tous ces angles sont égaux.
Ainsi, le tétraèdre régulier idéal, le cube idéal le un dodécaèdre idéal, ayant trois arêtes par sommet, ont des angles dièdres de  {\displaystyle 60^{\circ }=\pi /3=\pi (1-{\tfrac {2}{3}})} ; l'octaèdre ou le cuboctaèdre régulier idéal, ayant quatre arêtes par sommet, ont des angles dièdres de{\displaystyle 90^{\circ }=\pi /2=\pi (1-{\tfrac {2}{4}})}, et l'icosaèdre régulier idéal, ayant cinq arêtes par sommet, a des angles dièdres  de {\displaystyle 108^{\circ }=3\pi /5=\pi (1-{\tfrac {2}{5}})}.
Le volume d'un tétraèdre idéal peut être exprimé en fonction de ses angles dièdres par une fonction de Clausen ou de Lobachevsky. Le volume d'un un polyèdre idéal quelconque se déduit alors en le divisant en tétraèdres et en additionnant les volumes des tétraèdres.
L'invariant de Denh d'un polyèdre se calcule, en temps normal, en combinant les longueurs d'arêtes et les angles dièdres du polyèdre. Toutefois, dans le cas d'un polyèdre idéal, les longueurs d'arêtes sont infinies.
On peut contourner cette difficulté en intersectant le polyèdre avec une horosphère pour tronquer chaque sommet. La forme obtenue n'est pas elle-même un polyèdre, car les faces tronquées ne sont pas plates, mais ses arêtes sont de longueur finie. Son invariant de Dehn peut être calculé de manière normale, en ignorant les nouvelles arêtes où les faces tronquées rencontrent les faces d'origine du polyèdre . D'après la définition de l'invariant de Dehn et les contraintes sur les angles dièdres se rencontrant en un seul sommet d'un polyèdre idéal, le résultat de ce calcul ne dépend pas du choix de l'horosphère utilisée pour tronquer les sommets,.

### Structure combinatoire
Comme l'a prouvé Ernst Steinitz, l'ensemble stable maximum de tout polyèdre idéal (le plus grand sous-ensemble possible de sommets non adjacents) contient au plus la moitié des sommets du polyèdre. Il ne peut contenir exactement la moitié des sommets que lorsque ceux-ci peuvent être partitionnés en deux ensembles indépendants de même taille, autrement dit si le graphe du polyèdre est un graphe biparti équilibré, comme c'est le cas pour un cube idéal,. Un résultat plus fort indique que le graphe de tout polyèdre idéal est 1-dur, ce qui signifie que, pour tout {\displaystyle k}, supprimer {\displaystyle k} sommets du graphe ne laisse qu'au plus {\displaystyle k} composantes connexes,.
Par exemple, le graphe du dodécaèdre rhombique est bipartite, mais a un ensemble indépendant contenant plus de la moitié de ses sommets, et le triakitétraèdre a un ensemble indépendant contenant exactement la moitié des sommets mais sans être  bipartite. Ni l'un ni l'autre ne peuvent être représentés comme polyèdres idéaux,.

## Histoire et caractérisation
Tous les polyèdres convexes ne sont pas combinatoirement équivalents aux polyèdres idéaux. La caractérisation géométrique des polyèdres inscrits a été tentée, sans succès, par René Descartes dans son manuscrit publié vers1630, De solidorum elementis. La question de trouver une caractérisation combinatoire des polyèdres idéaux, analogue au théorème de Steinitz caractérisant les polyèdres convexes euclidiens, a été soulevée par Jakob Steiner ;  une caractérisation numérique (plutôt que combinatoire) a été fournie par Hodgson, Rivin & Smith.
Leur caractérisation est basée sur le fait que les angles dièdres d'un polyèdre idéal, incidents à un seul sommet idéal, doivent avoir des angles supplémentaires qui totalisent exactement {\displaystyle 2\pi }, tandis que les angles supplémentaires traversés par toute courbe de Jordan à la surface du polyèdre qui a plus d'un sommet sur ses deux côtés doivent être plus grands. Par exemple, pour le cube idéal, les angles dièdres sont de {\displaystyle \pi /3} et leurs supplémentaires sont de {\displaystyle 2\pi /3} . Les trois angles supplémentaires à un seul sommet totalisent {\displaystyle 2\pi } mais les quatre angles traversés par une courbe à mi-chemin entre deux faces opposées totalisent {\displaystyle 8\pi /3>2\pi }, et d'autres courbes croisent encore plus de ces angles avec des sommes encore plus grandes. Hodgson et al. montrent qu'un polyèdre convexe est équivalent à un polyèdre idéal si et seulement s'il est possible d'attribuer des nombres à ses arêtes avec les mêmes propriétés : ces nombres sont tous compris entre {\displaystyle 0} et {\displaystyle \pi }, ils somment à {\displaystyle 2\pi } en chaque sommet, et ils somment à plus de {\displaystyle 2\pi } sur chaque cycle non facial du graphe dual . Lorsqu'une telle affectation existe, il existe un polyèdre idéal unique dont les angles dièdres sont supplémentaires à ces nombres. Par conséquent, la réalisabilité en tant que polyèdre idéal peut être exprimée sous la forme d'un problème d'optimisation linéaire ayant un nombre exponentiel de contraintes (une pour chaque cycle non facial) et peut être décidée en temps polynomial à l'aide de l'algorithme ellipsoïde,,.
Une caractérisation plus combinatoire a été fournie par Dillencourt et al. pour le cas particulier des polyèdres simples, polyèdres ayant seulement trois faces et trois arêtes se rencontrant à chaque sommet idéal. Selon leur caractérisation, un polyèdre simple est idéal ou inscriptible si et seulement si l'une des deux conditions suivantes est remplie : soit le graphe du polyèdre est un graphe biparti et son graphe dual est 4-connexe, soit c'est un graphe 1-super-dur . Dans cette condition, être 1-super-dur est une variation de la dureté du graphe ; cela signifie que, pour chaque ensemble {\displaystyle S} de plus d'un sommet du graphe, la suppression de {\displaystyle S} du graphe laisse un nombre de composantes connexes strictement inférieur à {\displaystyle |S|} . Sur la base de cette caractérisation, ils exposent un algorithme combinatoire en temps linéaire pour tester la réalisabilité de polyèdres simples en tant que polyèdres idéaux.

## Pavages
Le tétraèdre, le cube, l'octaèdre et le dodécaèdre réguliers idéaux ayant tous des angles dièdres fractions entières de {\displaystyle 2\pi }, ils peuvent tous paver l'espace hyperbolique, formant un pavage de l'espace régulier. En cela, ils diffèrent des polyèdres réguliers euclidiens, dont seul le cube peut paver l'espace. Le tétraèdre, le cube, l'octaèdre et le dodécaèdre idéaux forment respectivement le pavage tétraédrique d'ordre 6, le pavage cubique d'ordre 6, le pavage octaédrique d'ordre 4  et le pavage dodécaédrique d'ordre 6. L'ordre du pavage étant ici égal au nombre de cellules concourantes en chaque arête. On notera que l'icosaèdre idéal ne peut pas paver l'espace,,.
La décomposition d'Epstein-Penner peut être utilisé pour décomposer n'importe quelle 3-variété hyperbolique à points de rebroussements en polyèdres idéaux, et pour représenter la variété résultant du collage de ces polyèdres idéaux. Toute variété pouvant être ainsi décomposée a un nombre fini de représentations. Le revêtement universel de la variété hérite de la même décomposition, qui forme un pavage de polyèdres idéaux. Des exemples de variétés à rebroussements, conduisant ainsi à des pavages, apparaissent naturellement comme les compléments de nœuds de liens hyperboliques, qui ont un point de rebroussement pour chaque composante du lien. Par exemple, le complément du nœud en huit est ainsi associé au pavage tétraédrique d'ordre 6 et le complément des anneaux borroméens est associé de la même manière au pavage octaédrique d'ordre 4. Ces deux pavages, ainsi que trois autres utilisant le cuboctaèdre idéal, le prisme triangulaire et le tétraèdre tronqué, apparaissent dans l'étude des groupes de Bianchi et proviennent de variétés à rebroussements apparaissant comme quotients d'espace hyperbolique par des sous-groupes des groupes de Bianchi. De telles variétés peuvent également être interprétées comme des compléments de lien,.

## Variété de surface
La surface d'un polyèdre idéal (excluant les sommets) forme une variété de dimension 2, topologiquement équivalente à une sphère perforée. La géométrie hyperbolique de cette surface est uniforme. Autrement dit, les plis de la surface qui apparaissent dans son plongement dans l'espace hyperbolique sont invisibles dans la géométrie intrinsèque de la surface.
Cette surface pouvant être partitionnée en triangles idéaux, son aire est donc finie. Inversement, et de manière analogue au théorème d'unicité d'Alexandrov, toute variété bidimensionnelle à géométrie hyperbolique uniforme et à aire finie, combinatoirement équivalente à une sphère à perforation finie, peut être vue comme la surface d'un polyèdre idéal. (Comme avec le théorème d'Alexandrov, on doit inclure parmi les surfaces possibles les dièdres idéaux.),  De ce point de vue, la théorie des polyèdres idéaux a des liens étroits avec les approximations discrètes des applications conformes.
Les surfaces des polyèdres idéaux peuvent également être considérées de manière plus abstraite comme des espaces topologiques formés en collant ensemble des triangles idéaux par isométrie le long de leurs bords. Pour toute surface de ce type, et pour toute courbe fermée ne s'enroulant pas simplement autour d'un seul sommet du polyèdre (une ou plusieurs fois) sans séparer les autres, il existe une géodésique unique sur la surface qui est homotope à la courbe donnée. À cet égard, les polyèdres idéaux sont différents des polyèdres euclidiens (et de leurs modèles de Klein euclidiens): par exemple, sur un cube euclidien, toute géodésique peut traverser au plus deux arêtes incidentes à un seul sommet consécutivement, avant de traverser une arête non incidente, mais les géodésiques sur le cube idéal ne sont pas limitées de la sorte.